# Płyta Izerska
Płyta Izerska (czes. Jizerská tabule) jest północną częścią Płyty Środkowoczeskiej (czes. Středočeská tabule).

## Położenie
Od północnego zachodu graniczy z Wyżyną Ralską (czes. Ralská pahorkatina), od północnego wschodu z Wyżyną Jiczyńską (czes. Jičínská pahorkatina), od południowego wschodu, południa i południowego zachodu z Płytą Środkowołabską (czes. Stredolabska tabule), od zachodu, na krótkim odcinku z Płytą Dolnooharską (czes. Dolnooharská tabule).

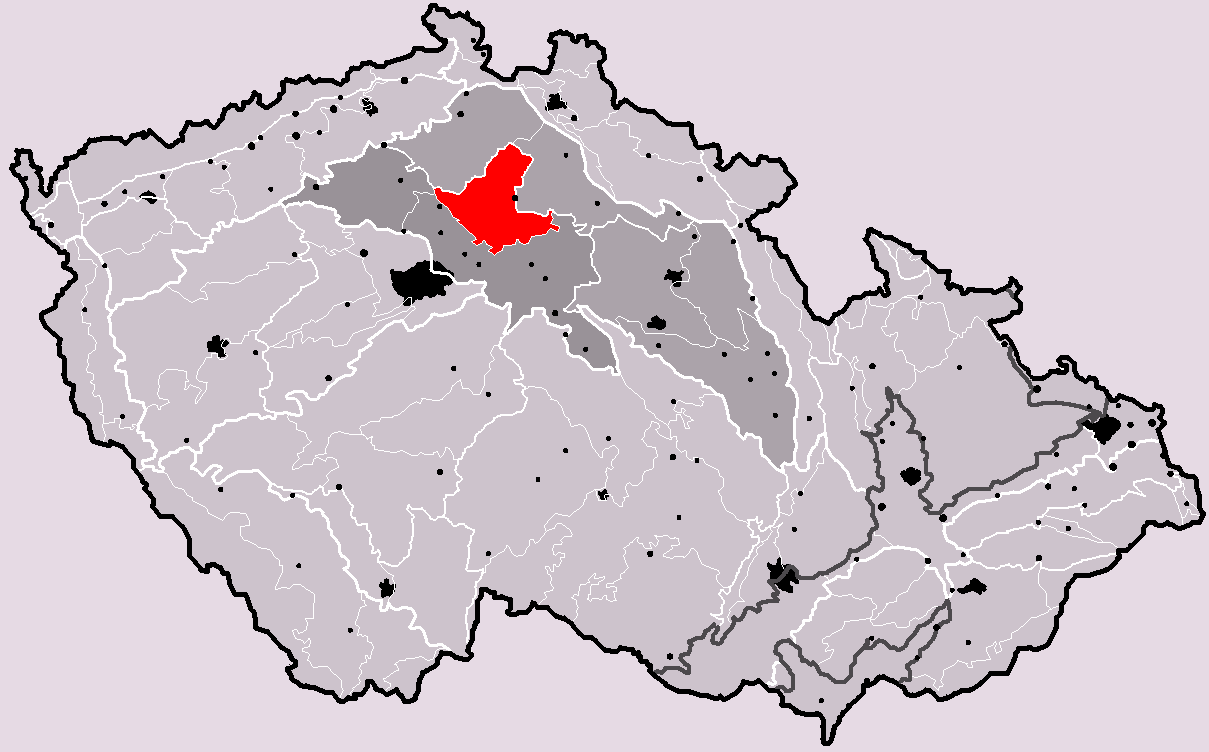
Położenie Płyty Izerskiej

## Najwyższe wzniesienia
- Rokytská horka (410 m), Bělská tabule
- Jezovská hora (400 m), Bělská tabule
- Radechov (392 m), Bělská tabule
- Orlí (381 m), Bělská tabule
- Lysá hora (365 m), Bělská tabule
- Bezvel (340 m), Skalská tabule
- Libeňský vrch (301 m), Košátecká tabule
- Horka u Mečeříže (290 m), Košátecká tabule
- Černava (287 m), Košátecká tabule
- Vinice (285 m), Košátecká tabule
- Benátecký vrch (251 m), Vrutická pahorkatina

## Podział
Płyta Izerska dzieli się na:
- Płyta Środkowoizerska (czes. Středojizerská tabule)
  - Płyta Bielska (czes. Bělská tabule)
  - Płyta Skalska (czes. Skalská tabule)
- Płyta Dolnoizerska (czes. Dolnojizerská tabule)
  - Płyta Koszatecka (czes. Košátecká tabule)
  - Kotlina Lusztienicka (czes. Luštěnická kotlina)
  - Wyżyna Jabkenicka (czes. Jabkenická plošina)
  - Wyżyna Wrucicka (czes. Vrutická pahorkatina)

## Budowa geologiczna
Zbudowana jest głównie ze skał osadowych wieku górnokredowego: środkowoturońskich i górnoturońskich piaskowców, podrzędnie mułowców i iłowców oraz koniackich mułowców i iłowców.
W części północnej, przede wszystkim w dorzeczu rzeki Bělá występują wzniesienia zbudowane z trzeciorzędowych bazaltów.
Duże obszary przykryte są plejstoceńskimi lessami.
We wschodniej części Płyty Dolnoizerskiej występują staroplejstoceńskie terasy akumulacyjne.

## Wody
Leży w dorzeczu Łaby (czes. Labe) i jej dopływów.

## Galeria

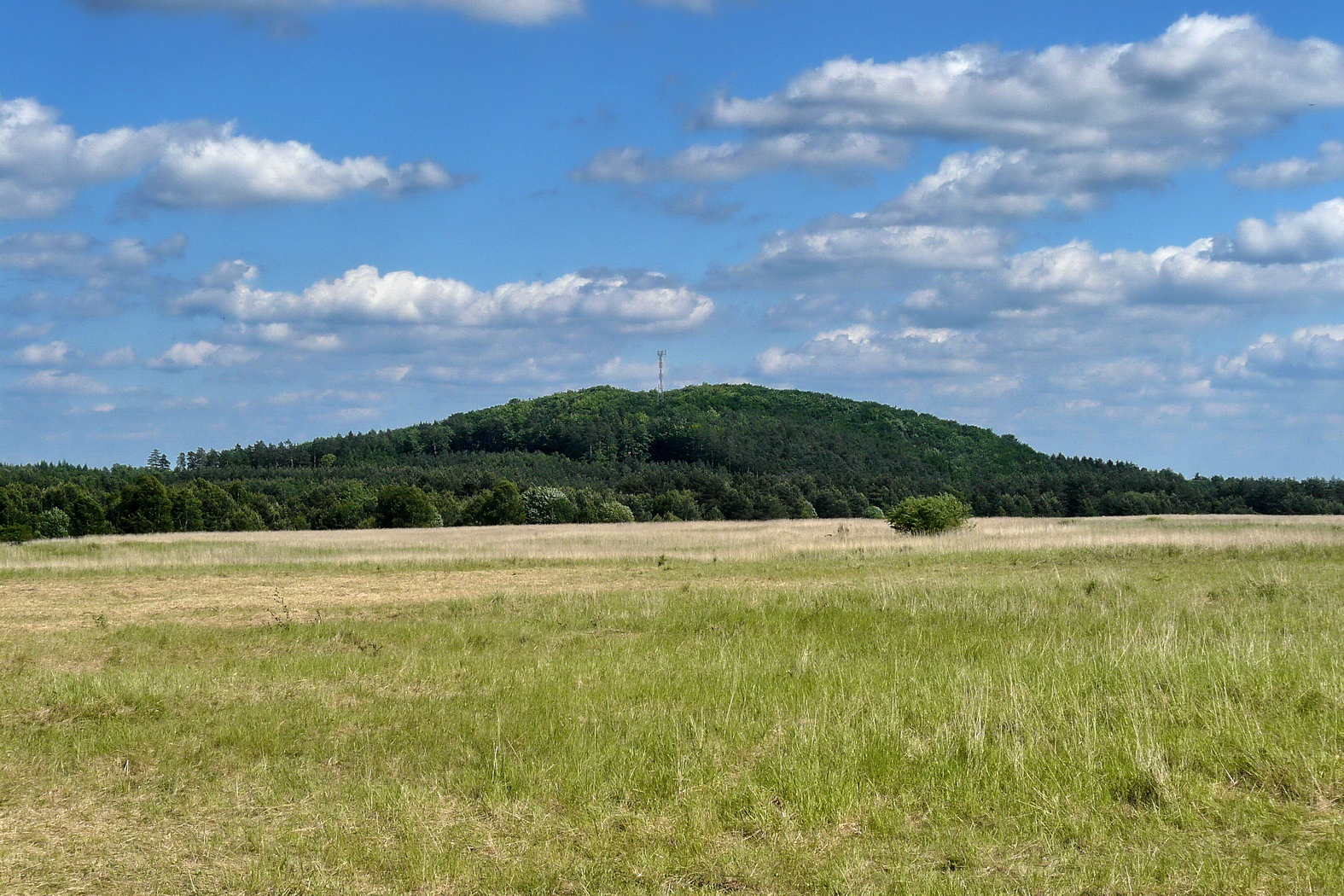
Jezovská hora od północnego zachodu
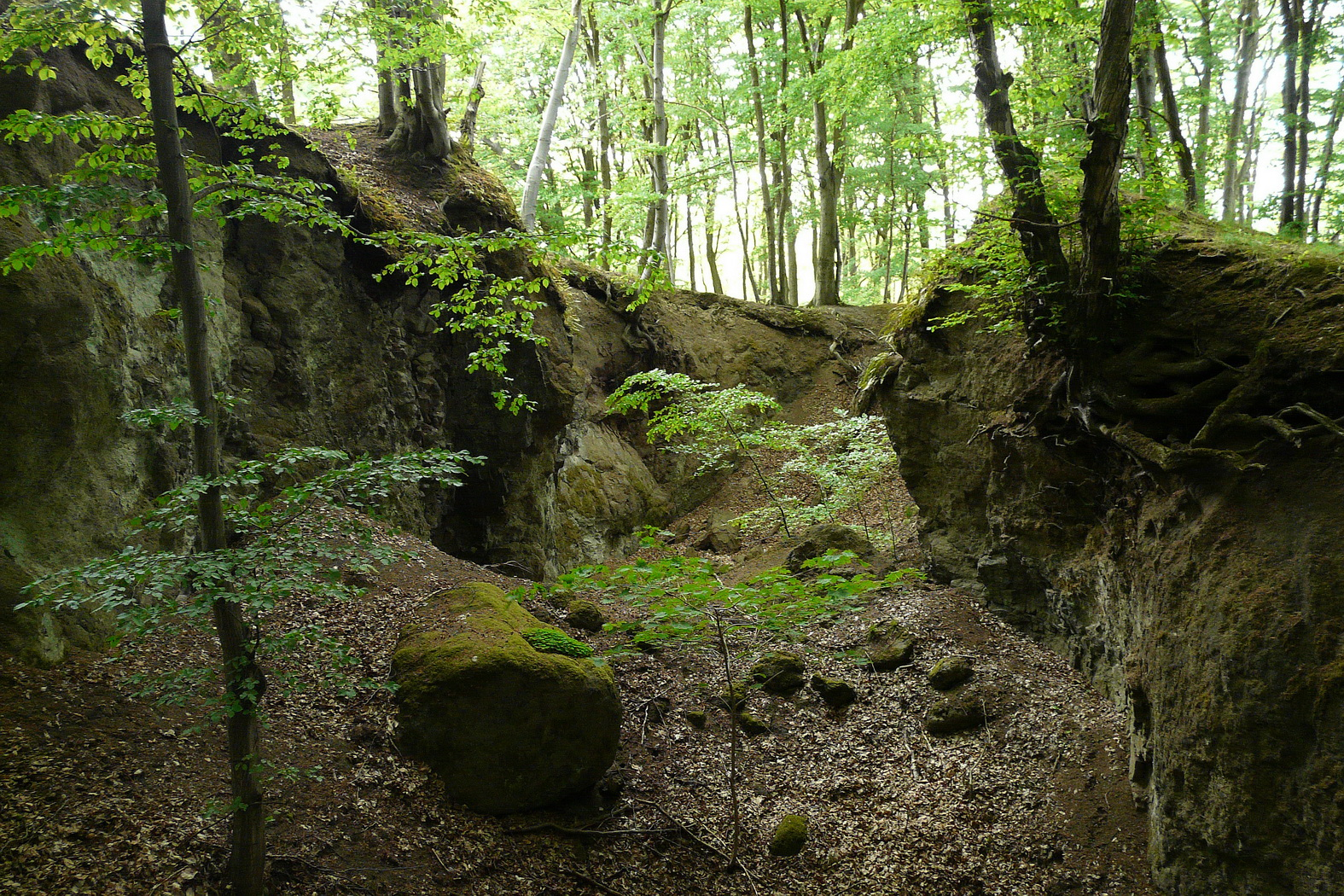
Stary kamieniołom bazaltu na Jezovské hoře
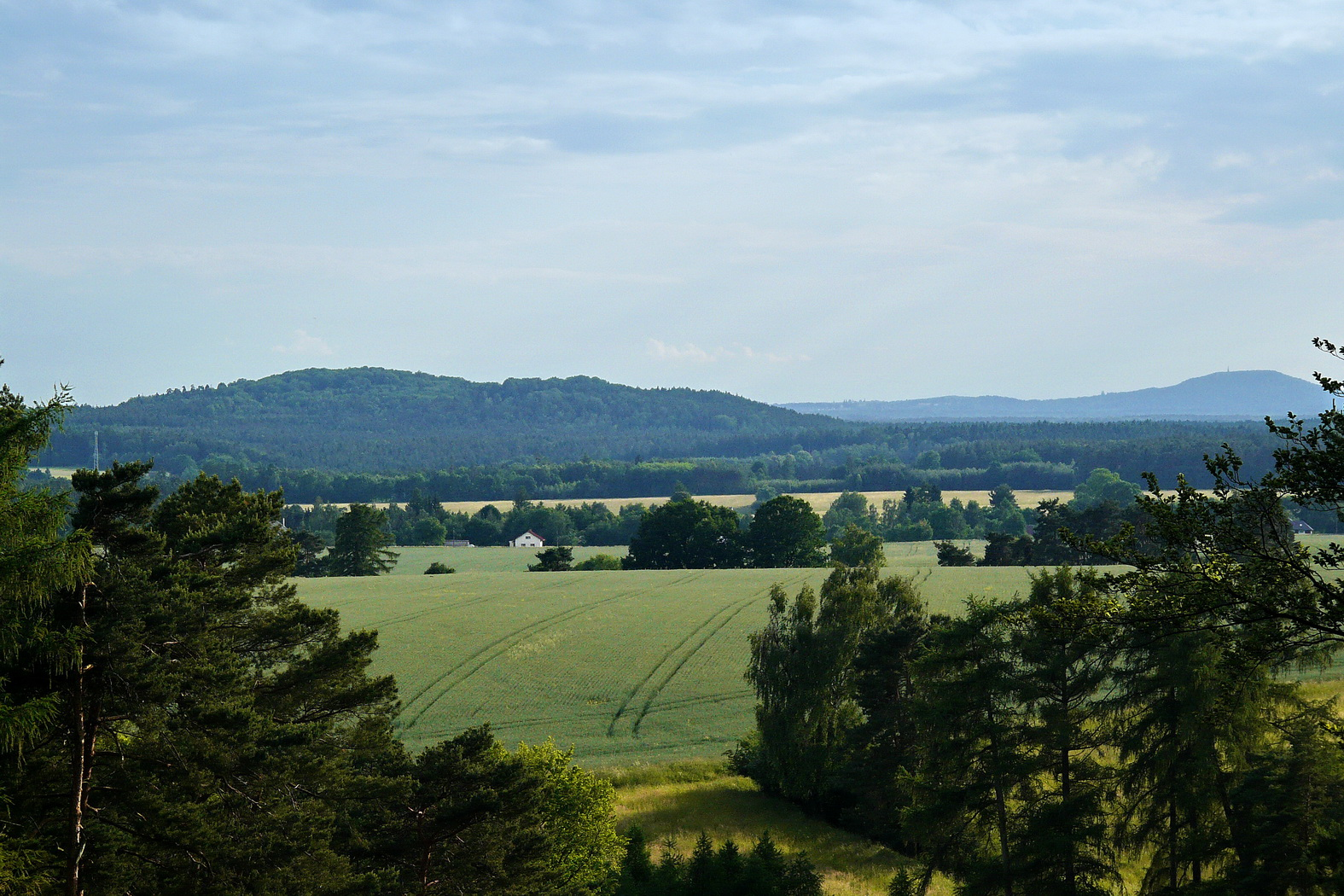
Radechov i Vrátenská hora z Orlí
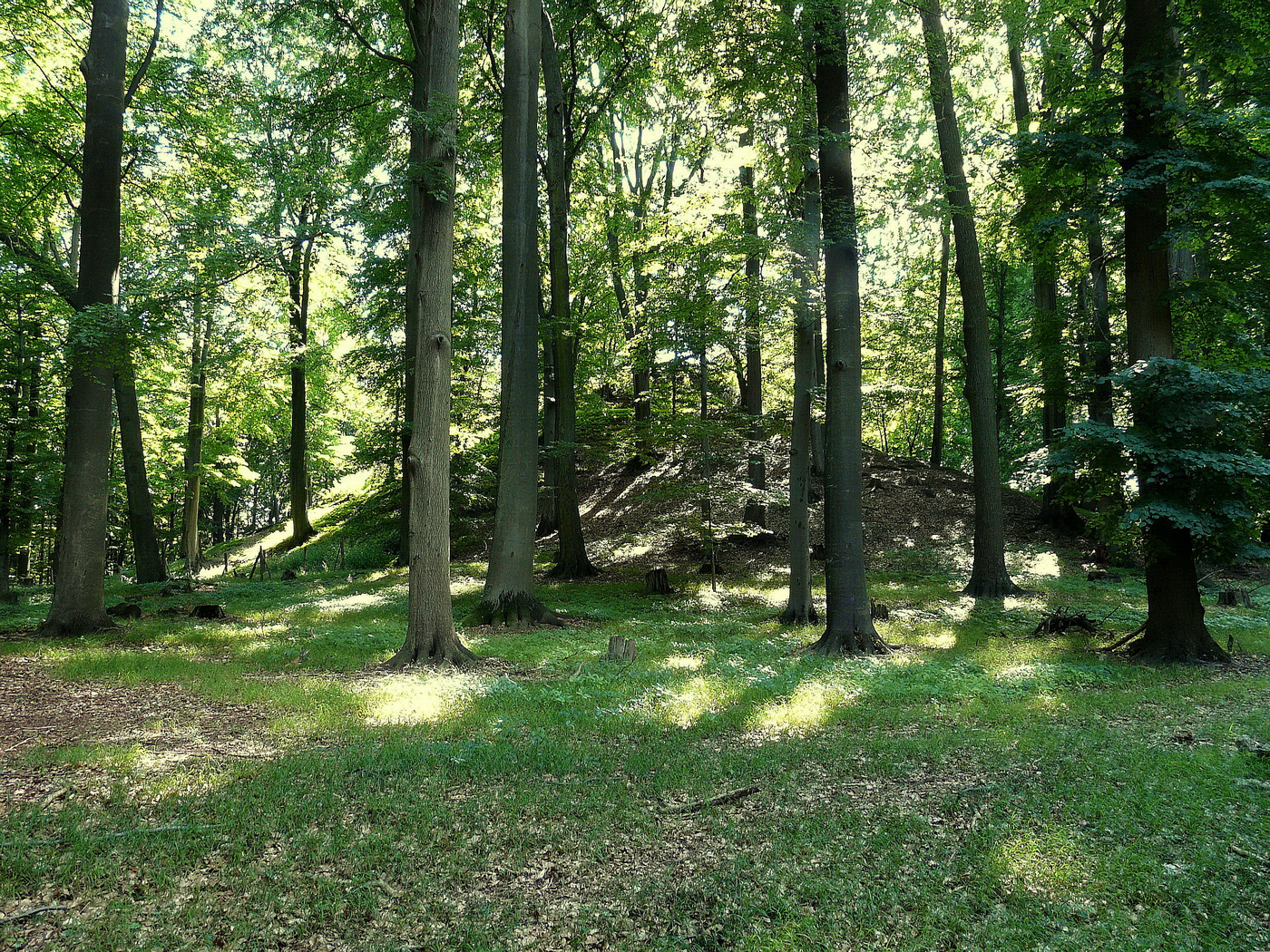
Południowy wierzchołek Radechova
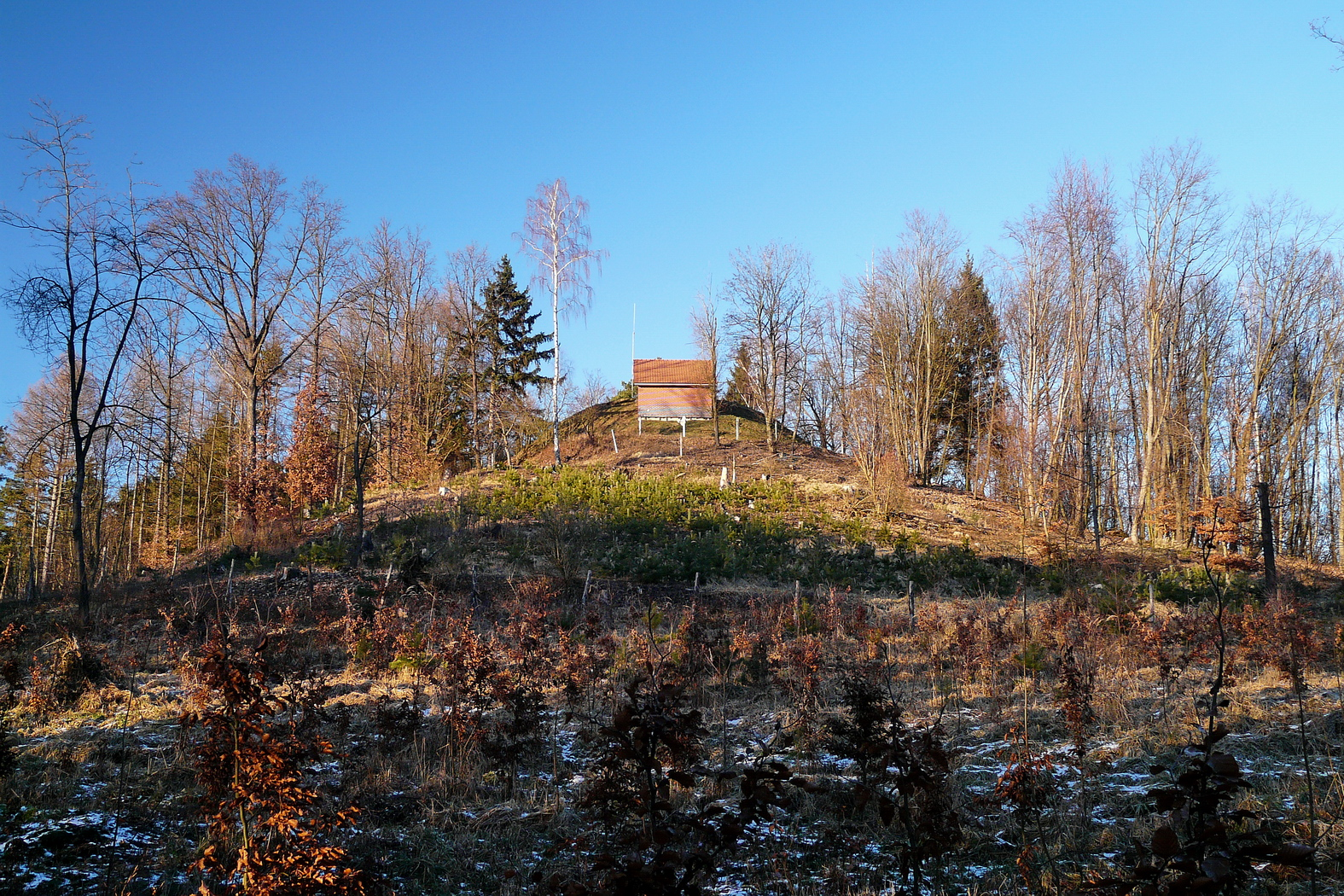
Šibeniční vrch
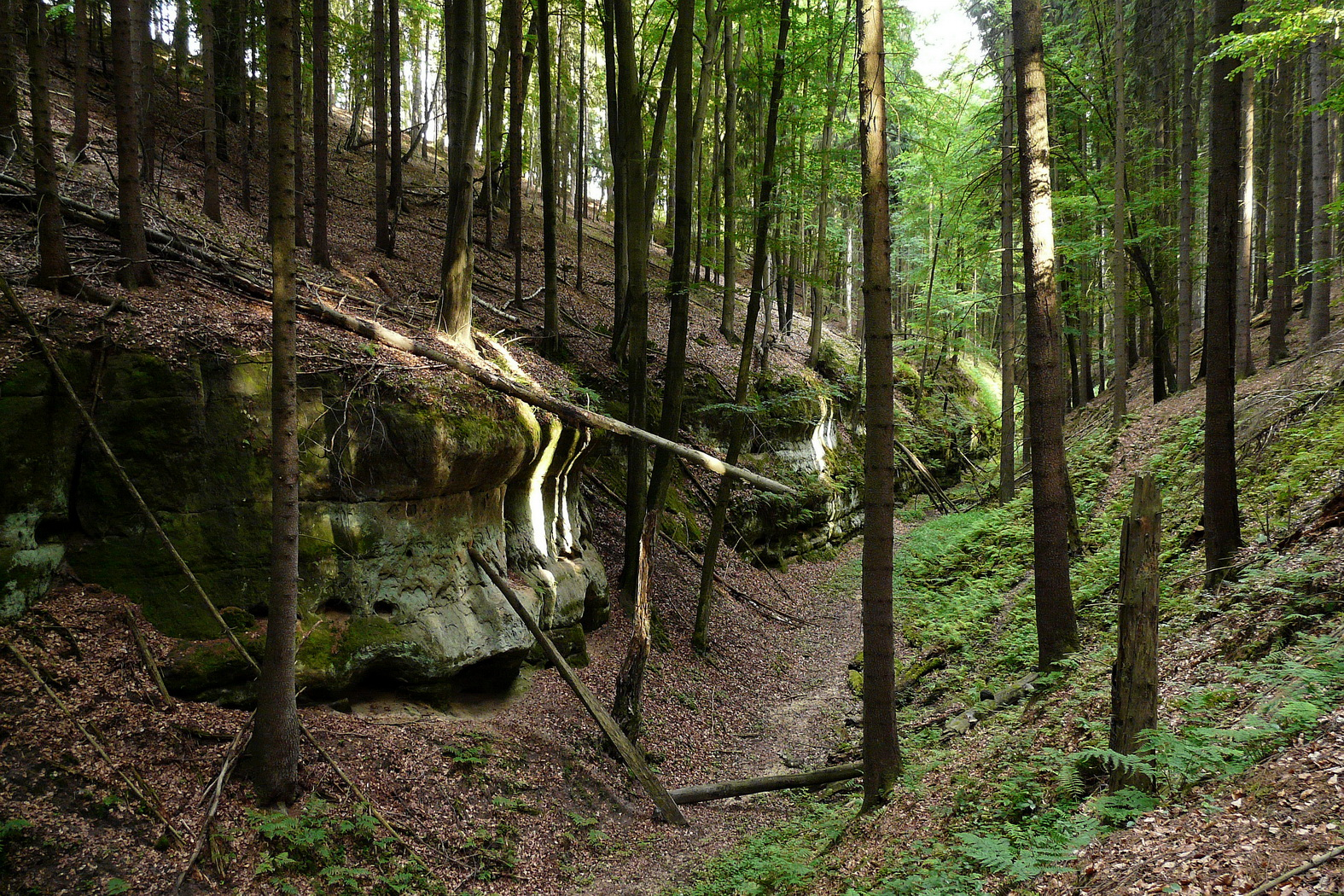
Wąwozy Bukovské ochozy pod Orlím
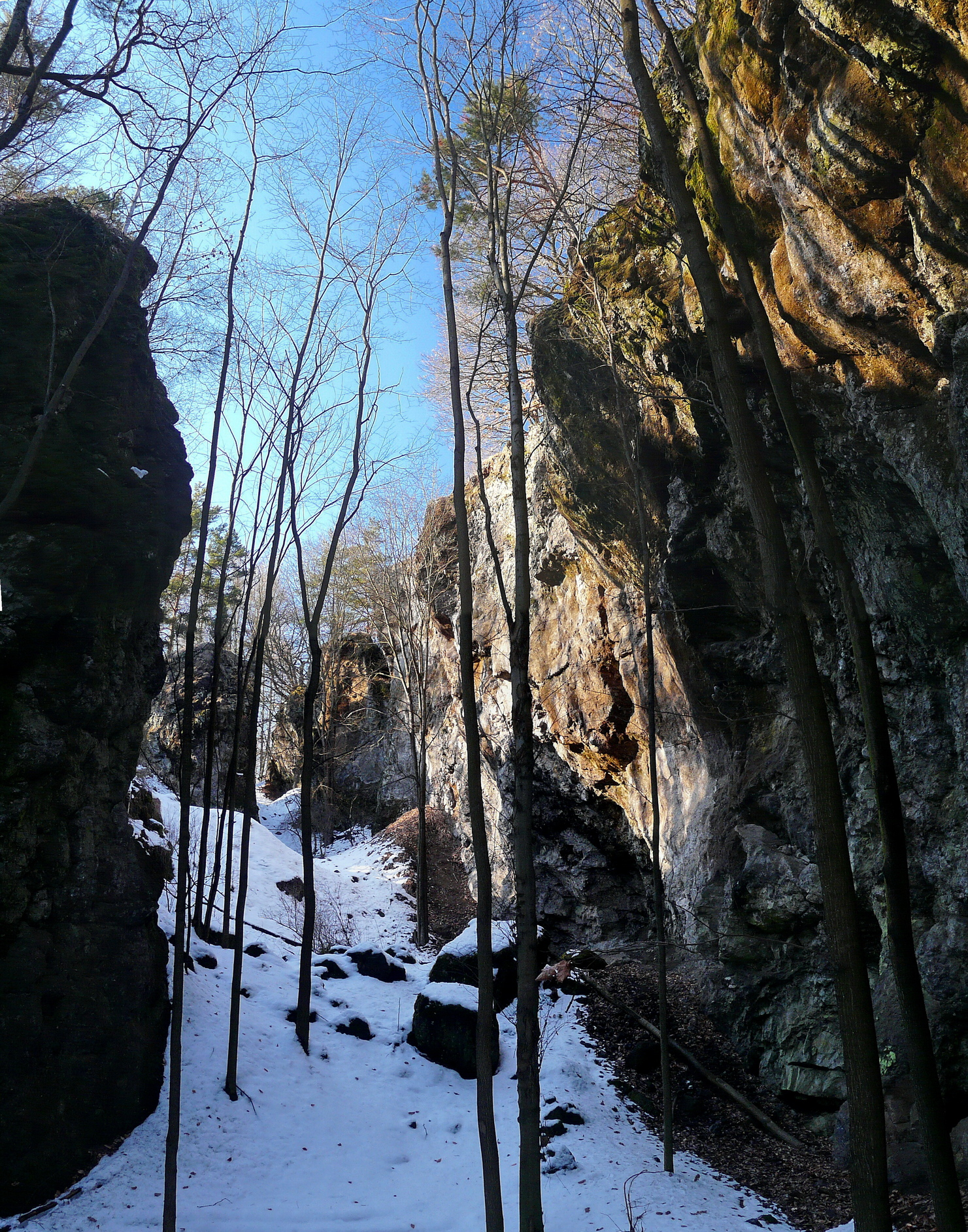
Kamieniołom bazaltu na Lysé hoře
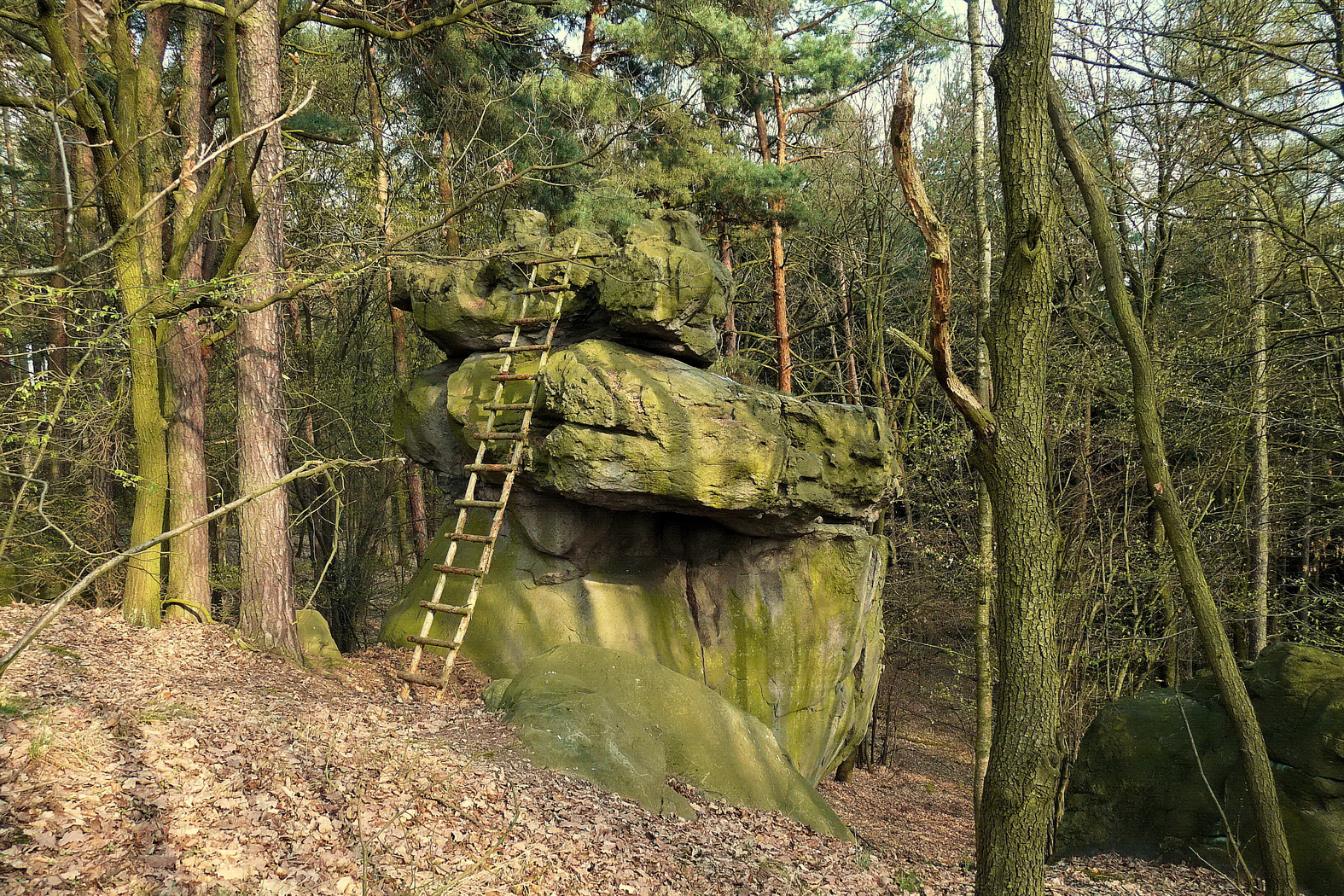
Skalna wieża na Bezvelu
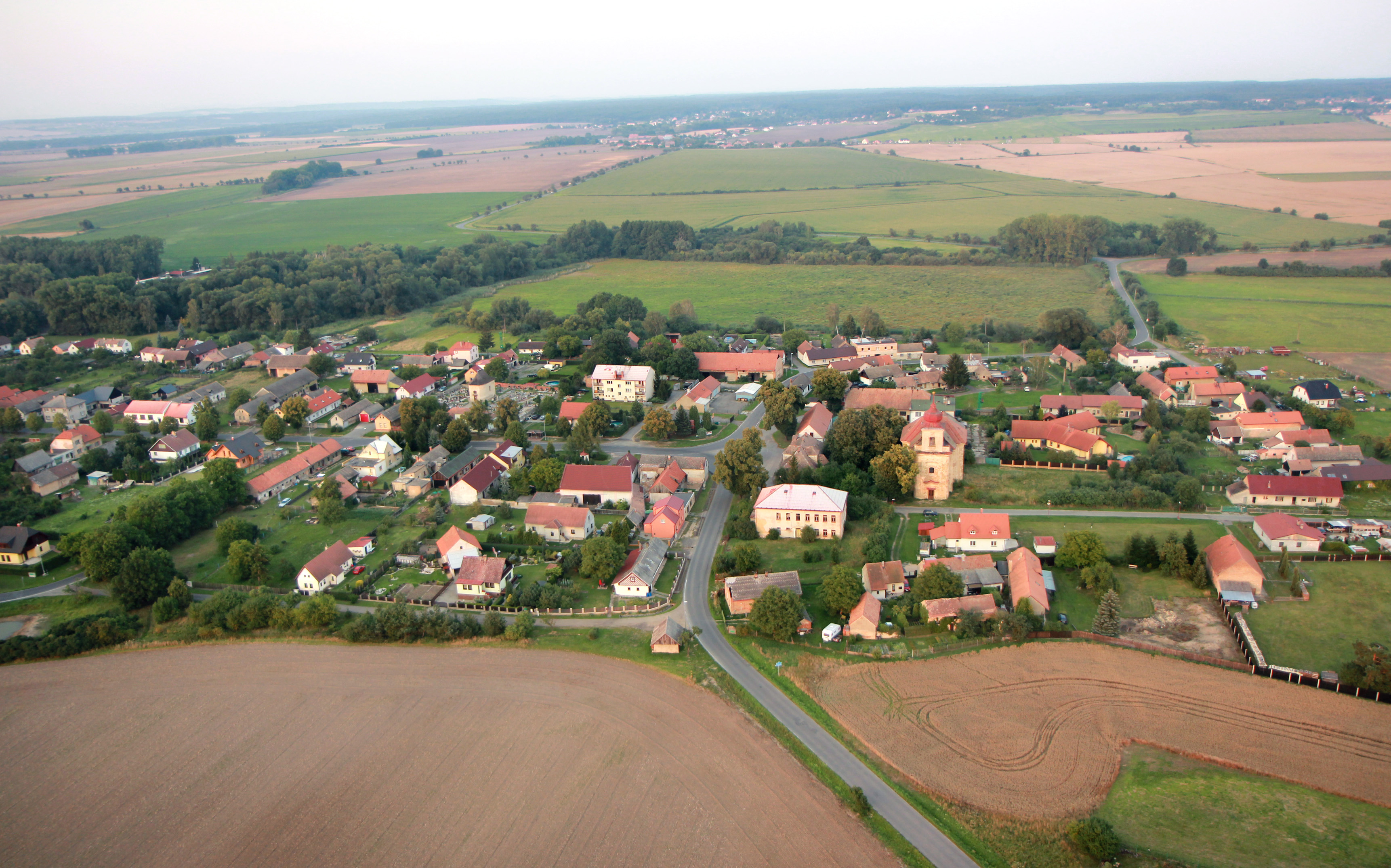
Smilovice, Luštěnická kotlina
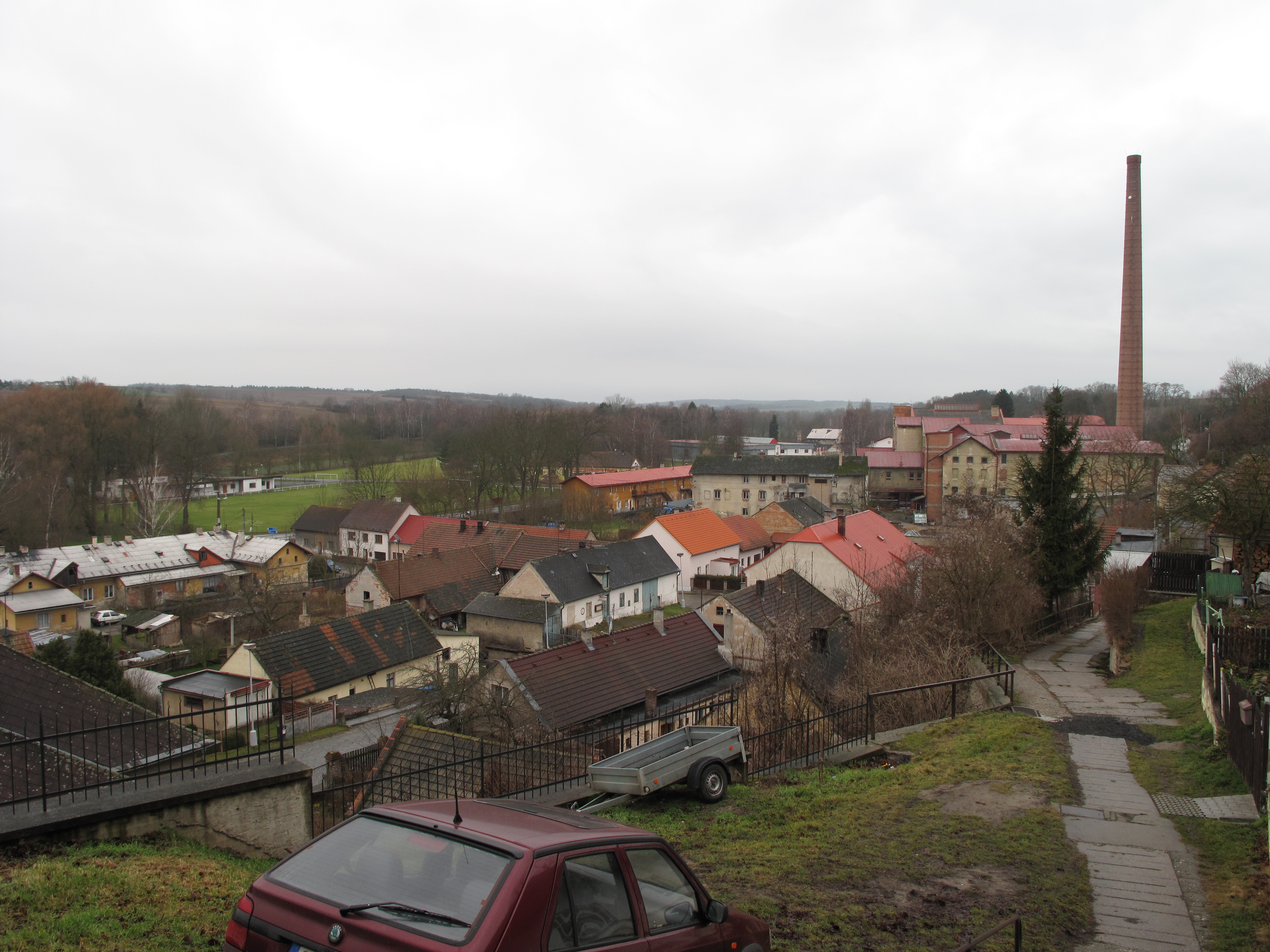
Kropáčova Vrutice
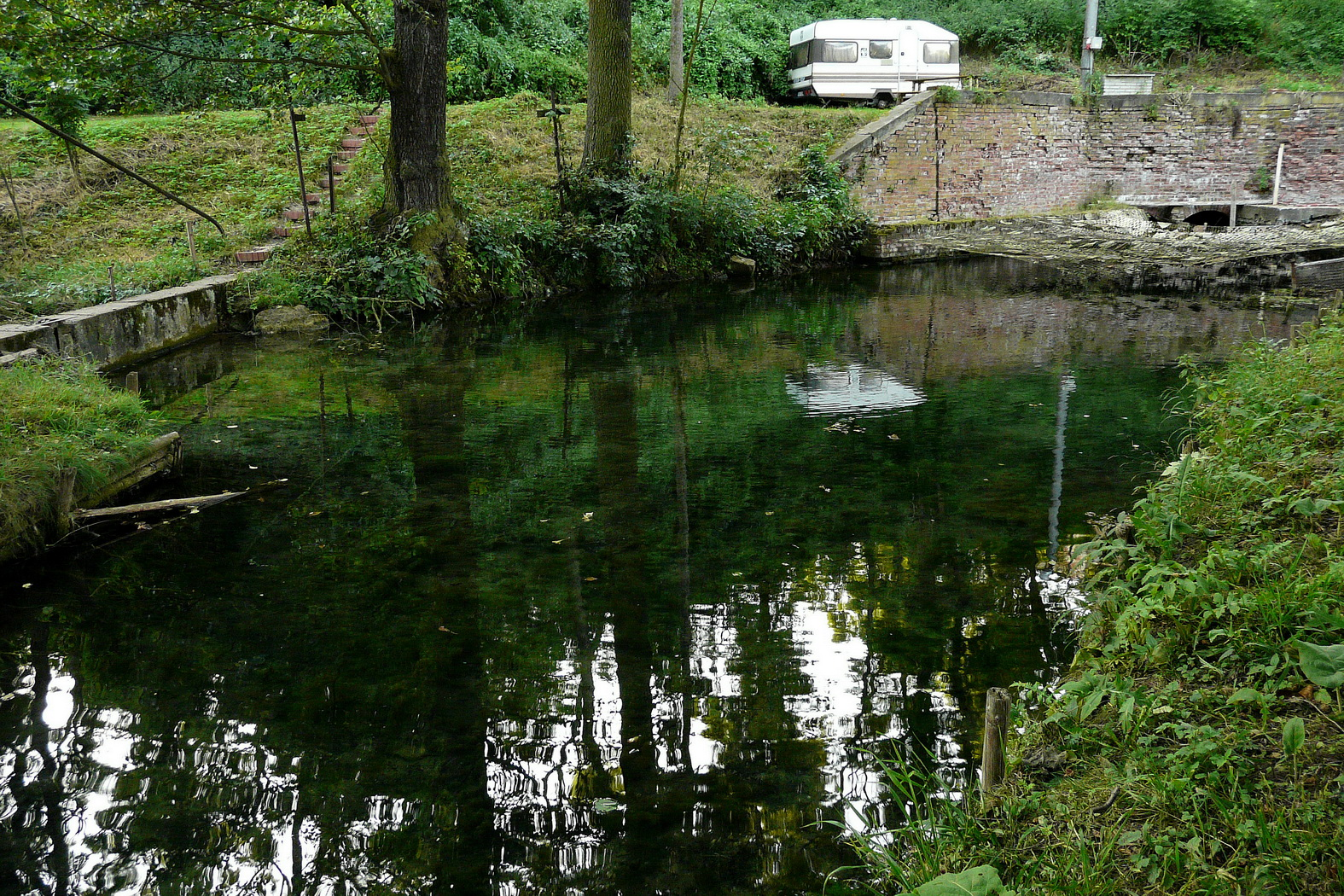
Źródła dopływu Košáteckého potoka w pobliżu miejscowości Kropáčova Vrutice
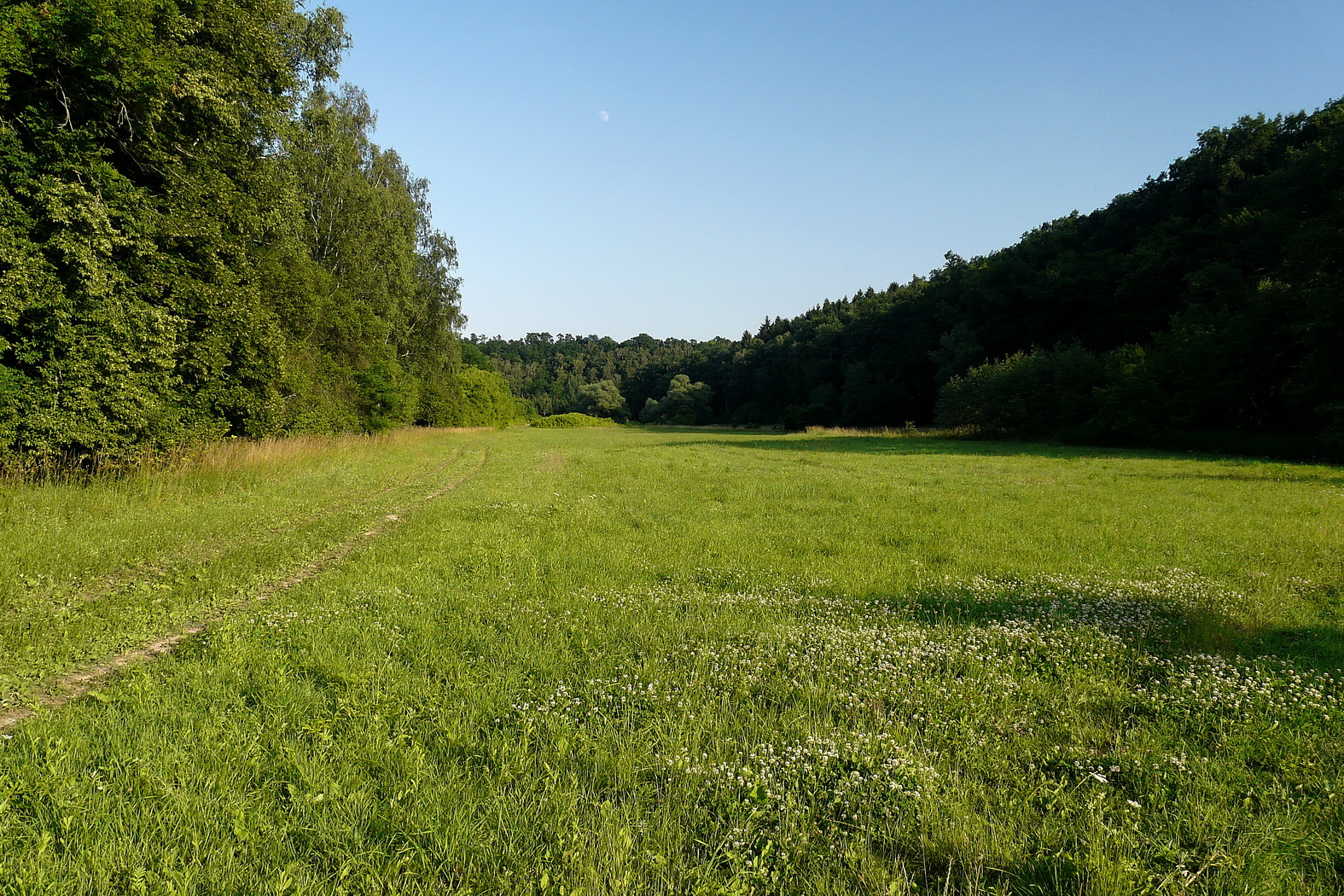
Dolina Košáteckého potoka